# Lepus capensis schlumbergeri
La liebre magrebí, de nombre científico Lepus capensis schlumbergeri, es una subespecie de lagomorfo de la familia Leporidae.
Las liebres africanas se han aglutinado tradicionalmente en la especie Lepus capensis, descrita en África del sur. Las revisiones posteriores indican la conveniencia de separar específicamente a las liebres de este continente, siendo el grupo schlumbergeri-atlantis el que ocuparía el área del noreste africano.

## Descripción
De tamaño semejante al de la liebre ibérica (Lepus granatensis), el color del pelaje del dorso varía entre ante rosado y negro, la barra es de color gris pálido y un círculo blanquecino rodea los ojos. Las orejas son bastante oscuras en su parte externa. Las zonas laterales son de color avellana y el vientre blanco; las medidas corporales, CC: 46,5-50 cm; C: 6-9,5 cm; O: 10-10,5; P: 11,5-12,8.

## Distribución
Se distribuye por el extremo noroeste de África, en Marruecos, Argelia y Túnez. En España está presente en Ceuta y Melilla.

## Hábitat
Se ha observado en Ceuta y en el norte de Marruecos entre los 100 y 900 m s. n. m., apareciendo en zonas de matorral con media o baja cobertura, en Marruecos se ha detectado mayoritariamente en áreas de cultivo y matorral abierto.

## Depredación
Es depredada por el chacal (Canis aureus), así como por otros carnívoros, como el zorro (Vulpes vulpes).

## Amenazas
La pérdida de hábitat, la caza furtiva y la posible incidencia de la superpoblación de jabalí.